# 顾巴德
安日納-保祿·庫帕（法語：Eugène-Paul Coupat，1842年6月8日—1890年1月26日），漢名顾巴德，巴黎外方传教会会士，川东代牧区主教（1883年2月20日-1890年1月26日）。
1842年6月8日，顾巴德出生在法国埃格利斯讷沃德利亚尔，1864年加入巴黎外方传教会，1867年6月15日晋升司铎。
1867年，顾巴德神父来到中国传教。1882年8月28日被任命为川东代牧区辅理主教，同年12月31日祝圣。1883年2月20日，范若瑟主教退休，顾巴德接任川东代牧区主教。
1890年1月26日，顾巴德主教去世，享年47岁。继任者为舒福隆。